# Monsoon Wedding - Matrimonio indiano
Monsoon Wedding - Matrimonio indiano (Monsoon Wedding) è un film del 2001 diretto da Mira Nair. In esso s'intrecciano cinque storie che mettono in luce aspetti diversi dell’amore, attraversando confini geografici, morali e di classe.

## Trama
La storia centrale del film riguarda l'organizzazione di uno sfarzoso matrimonio combinato tra due importanti famiglie borghesi indiane: quella della sposa Aditi Verma, rimasta in India, e quella dello sposo Hemant Rai, emigrata negli Stati Uniti d'America.
Come spesso accade nella cultura indiana, un matrimonio di questo tipo significa che, per una delle poche volte in ogni generazione, la famiglia allargata si riunisce da tutti gli angoli del globo, portando con sé il proprio bagaglio emotivo.
Lalit e Pimmi, i genitori della sposa, vengono aiutati nella preparazione maniacale del matrimonio dalla sorella di Pimmi, Shashi, e da suo marito C.L., giunti dall'Oman.
Tej Puri, il ricchissimo cognato di Lalit (il quale ha aiutato la famiglia Verma a ritrovare la propria stabilità finanziaria dopo che molti anni prima la spartizione dell'India li aveva lasciati senza un soldo) arriva in Texas e si offre di pagare gli studi universitari di Ria, la cugina di Aditi, dopo che la famiglia gli ha chiesto un consiglio. Ria e sua madre vivono con la famiglia Verma, che le ha accolte dopo la morte del padre della ragazza, ma quest'ultima, nonostante la generosa offerta, sta lontana da Tej ed è a disagio in sua presenza.
Lalit si trova in forte imbarazzo quando si vede costretto a prendere in prestito denaro da amici e colleghi. Nel frattempo P.K. Dubey, l'eccentrico wedding planner, si innamora di Alice, la cameriera della famiglia Verma. Ria si preoccupa dopo aver scorto Tej in presenza di una parente più giovane, Aliya, che ha dieci anni. Il fratello minore di Aditi, Varun, organizza un ballo elaborato per la festa prematrimoniale insieme a un'altra cugina, Ayesha, ma Lalit teme che suo figlio stia diventando troppo effeminato e pensa di mandarlo in collegio. Gli assistenti di Dubey vedono Alice provare i gioielli nuziali di Aditi e la accusano di furto, cosa che fa scappare la ragazza e fa intristire Dubey.
Pochi giorni prima del matrimonio, Aditi va a letto con il suo ex amante ed ex capo, Vikram, che è sposato; successivamente lo confessa a Hemant, e ciò serve solo a ricordare ad Aditi il motivo per cui ha smesso di vedere Vikram. Sebbene inizialmente si arrabbi, Hemant, che ammette di avert sofferto anche lui per amore, si dice felice per questo atto di onestà ed è fiducioso che possano lasciarsi tutto alle spalle, riuscire a far funzionare il matrimonio e ad essere felici insieme. 
(Hemant Rai)
Gli assistenti si scusano con Alice e lei si riconcilia con Dubey. La notte prima della cerimonia, Varun si rifiuta di ballare a causa dei commenti di suo padre, perciò Ayesha si esibisce con l'aiuto di Rahul, nipote di Pimmi venuto dall'Australia. Aditi e Hemant si avvicinano e condividono alcuni momenti intimi, cosa che riafferma la loro fede nel matrimonio.
Dopo una notte di scherzi e balli, Ria sorprende Tej mentre cerca di portare Aliya (che capisce essere stata già molestata) a fare un giro con lui. Ria impedisce loro di partire in macchina e porta via la bambina, rivelando a Lalit e a quelli che sono accorsi che Tej aveva abusato sessualmente di lei quando era una bambina. La moglie di Tej non le crede, attribuendo le sue accuse al fatto che non ha marito. Emotivamente sconvolta, Ria se ne va.
Il giorno successivo, Lalit supplica Ria di tornare al matrimonio, ammettendo che non può immaginare cosa abbia passato ma dicendo anche che non può rinnegare suo cognato Tej, dato che è in debito con lui. Ria ne è dispiaciuta, ma accetta di tornare per il bene di Aditi e della famiglia. Alcune ore prima del matrimonio, tuttavia, Lalit cambia idea e dice a sua sorella e Tej di lasciare il matrimonio e la casa di famiglia per sempre. La moglie di Tej insiste che l'accusa di Ria fosse una questione da poco, ma Lalit mantiene la propria posizione.
Le piogge monsoniche iniziano quando Aditi e Hemant si sposano con un matrimonio sontuoso; nello stesso momento, Dubey e Alice si sposano con una cerimonia semplice, e poi festeggiano con i Verma. Ria si lascia alle spalle il passato e finalmente si gode in libertà i festeggiamenti.

## Produzione
Nella scena in cui Alice la serva incontra per la prima volta P.K. Dubey, l'organizzatore di eventi, c'è una piccola svista per cui nel susseguirsi di inquadrature lei passa dall'avere un garofano arancione all'orecchio destro al non averlo e al riaverlo in seguito.

## Curiosità
Il brano "Mehndi Madhorama Pencha" che è parte della colonna sonora del film è stato campionato dalle cantanti Paola & Chiara per la realizzazione del loro brano "Kamasutra (Dance Rebel Remix)"  contenuto all'interno del loro album in studio "Festival" del 2002.

## Riconoscimenti
- 2001 – Mostra internazionale d'arte cinematografica[3]
  - Leone d'oro al miglior film
- 2002 – British Independent Film Awards[4]
  - Miglior film straniero in lingua straniera